# Jacques Grimbert
Pour les articles homonymes, voir Grimbert.
Jacques Grimbert, né le 10 mai 1929 à Colombes et mort le 17 décembre 2019 à Angers, est un chef d'orchestre et chef de chœur français. Marié en 1958 à Chantal Molle (1935-2024) ils ont 7 enfants.

## Biographie et activités principales
Après son 1er prix de flûte traversière au conservatoire de Lille, Jacques Grimbert est admis au Conservatoire de Paris, où il est l'élève, entre autres, de Louis Fourestier puis Manuel Rosenthal pour la direction d'orchestre, Olivier Messiaen, Darius Milhaud, Norbert Dufourcq.
Il est le fondateur de nombreux ensembles dont Les Virtuoses de Paris (1967), l'ensemble vocal Jacques Grimbert (1962), le Florilegium musicum de Paris avec Jean-Claude Malgoire, Ars Europea (1973) avec Ariane Maurette, le Chœur national (1966) et le Chœur national universitaire qui prend le relais de La Faluche, chœur des étudiants de l'Institut catholique de Paris qu'il dirige de 1954  jusqu'à la création du Chœur et orchestre de l'université Paris-Sorbonne (COUPS) en 1976. Il est nommé directeur de la musique par la présidence de l'université, est directeur artistique de Musique en Sorbonne de 1982 à 2008.
Le Chœur et l'Orchestre de Paris-Sorbonne placés sous la direction de Jacques Grimbert se produisent principalement en concerts ou en récitals au Grand amphithéâtre de la Sorbonne dans le cadre des saisons Musique en Sorbonne. De grands artistes lyriques sont invités comme Ruggero Raimondi, Rachel Yakar, José Van Dam, Lucia Valentini-Terrani, Raina Kabaivanska, Raul Gimenez, Sumi Jo, mais aussi de nombreux instrumentistes parmi lesquels Mstislav Rostropovitch, Abdel Rahman El Bacha, Victor Eresko, Patrice Fontanarosa, .... A la demande des présidents de l'université, Jacques Grimbert et ses ensembles sont invités à donner des intermèdes musicaux aux cérémonies Honoris causa de nombreux universitaires et de personnalités littéraires, politiques Edward Heath, Helmut Schmidt, Bronislaw Geremek, Vytautas Lansdbergis, Elie Wiesel, El Hassan Bin Talal, Toni Morrison, ou artistiques Yehudi Menuhin, Mstislav Rostropovitch, Seiji Ozawa, Colin Davis, Felicity Lott
Tout au long de sa carrière il a de multiples collaborations avec de nombreux orchestres et notamment avec l'Orchestre de Paris pour des œuvres choro-symphoniques. Le Chœur national, préparé par Jacques Grimbert, a ainsi le privilège de chanter sous la direction de Sergiu Celibidache (1970) Dapnis et Chloé de Ravel, Leonard Bernstein, (1970) 3 ème symphonie de Mahler, Seiji Ozawa, (1971) Symphonie de psaumes de Stravinski, Georg Solti, (1972) Crépuscule des Dieux de Wagner, Georges Prêtre, (1973) Gloria et Motets de Poulenc, Gilbert Amy, (1973) Sirènes de Debussy, Georg Solti, (1973 et 1974) IX ème symphonie de Beethoven, Zubin Mehta, (1975) II ème symphonie de Mahler, Lorin Maazel, (1976). La collaboration du Choeur national et de l'Orchestre de Paris est initiée sous la courte direction d'Herbert von Karajan (1969-1971); elle prend fin avec l'arrivée de Daniel Barenboin à la direction artistique de l'orchestre en 1975. Arthur Oldam est alors appelé par Barenboim pour créer le choeur de l'orchestre de Paris; le patient recrutement de choristes rigoureusement sélectionnés fait beaucoup de dégâts dans de nombreux grands choeurs parisiens.
En 1971 Jacques Grimbert est appelé par Bernard Gavoty pour la programmation des concerts de Musique aux Invalides (1971-1982). Ils proposent notamment en 1974, pour le tricentenaire de la fondation de l'Hôtel des Invalides, une prestigieuse saison qui accueille à chaque concert plus de 2000 auditeurs en l'église Saint-Louis-des-Invalides. sont invités : Roger Boutry et l'Orchestre de la Garde républicaine, l'Ensemble vocal du Chœur national et l'Orchestre de chambre de l'ORTF sous la direction de Jacques Grimbert pour un programme "Musique à la cour de Louis XIV" avec les solistes Christiane Issartel et Anna Ringart, sopranos, Kenneth Smith et Paul Esswood, haute-contres, Jean-Marie Gouelou et Michel Lecocq, ténors, Udo Reinemann, baryton, Georges Jollis, basse et au clavecin Antoine Geoffroy-Dechaume, le Requiem de Verdi avec Anna Tomova, Ruza Baldani, Franco Bonisolli, Nicolaï Ghiaurov, l'Orchestre philharmonique et les chœurs de l'ORTF sous la direction de Lovro von Mataci, le Requiem de Berlioz avec Nicolaï Gedda, l'Orchestre et les chœurs de l'Opéra de Paris sous la direction de Colin Davis, la Missa solemnis de Beethoven avec l'Orchestre de Paris et le New Philharmonia Chorus sous la direction de Carlo-Maria Giulini. En 1982 sont donnés les deux derniers concerts de Musique aux Invalides avec La Grande écurie et la chambre du roy et le Choeur national : Passion selon Saint-Jean de Johan Sebastian Bach avec John Elwes, Evangéliste, ténor, Isabelle Poulenard, soprano, Henry Ledroit, haute-contre, Grégory Reinhart, basse, sous la direction de Jean-Claude Malgoire puis Te deum de Lully sous la direction de Jacques Grimbert.
Mikis Theodorakis sollicite Jacques Grimbert et le Chœur national pour interpréter au TNP Chaillot, en 1971, Epiphanie Averoff, poème de Georges Séféris dit par Yves Montand (Polydor 2675 037). En 1974 / 1975 Theodorakis mets en musique le Canto General de Pablo Neruda. Huit des quinze chants de ce poème épique seront créés lors d'une une tournée mémorable en Grèce par Maria Farantouri, Petros Pandis et Alberto Newma, les Percussions de Strasbourg et le Chœur national de Jacques Grimbert. Les stades archicombles d’Athènes, de Patras, de Thessalonique, du Pirée, réservent au compositeur, de retour d'exil après la chute des colonels, un accueil populaire exceptionnel. Enregistrement public, MINOS, 1975, MSM 252-253
Claudio Monteverdi est l'un des compositeurs préféré de Jacques Grimbert, il l'a beaucoup étudié dans les bibliothèques italiennes. En janvier 1967 pour célébrer le quatrième centenaire de la naissance du compositeur encore peu connu du grand public, il organise un concert au Théâtre des Champs Élysées.
Son réel désir de transmettre la musique aux jeunes suscite de nombreuses vocations d’instrumentistes, Jean-Michel Berrette, Gérard Boulanger, Louis Fima, ... ou d'artistes lyriques comme Delphine Haidan et Karine Deshayes ou de chefs de chœur / chefs d'orchestre comme Michel Laplénie, Laurence Equilbey, Denis Rouger, Daniel Couderd à Orsay, François Legée à Nancy, Pascal Baudrillart en Franche-Conté, Fabrice Parmentier à Nanterre, Eric Durand à Limoges, ...
Compositeur, Jacques Grimbert écrit :
- Structure 1 pour hautbois
- Trio à cordes
- Suite d'orchestre
- Musique pour Clermont
- Messe novale pour soli, chœur et orgue, créée en Eurovision à Noël 1968, au Mont-Saint-Michel, Éditions Heugel et Cie

Éditeur, directeur de la collection « A plusieurs voix » Plein Jeu chez Heugel et Cie, nombreux chœurs, harmonisations, restitutions.
En tant qu’interprète ou de directeur de ses différents ensembles il enregistre de nombreuses œuvres, parfois inédites. Consulter la rubrique discographie de Musique en Sorbonne.
- Riches heures musicales, Ave Maria, Improperia de Thomas Luis da Vittoria, Te Deum de Claude Lejeune, Motets de Johann Michael Bach et Johann Christophe Bach, a cappella, La Faluche, dir. Jacques Grimbert, Saba SB 15049
- Le Printemps de Claude Lejeune, Ensemble vocal Jacques Grimbert, notice de Bernard Gagnepain, DECCA, 1963, 154.053 S
- Heinrich Schütz, Musique à la cour de Dresde, six motets, ensemble vocal et instrumental, Chœur national, Ars Europea, dir. Jacques Grimbert, Harmonia mundi, 1972, HMU 958
- Noël en Europe autour de 1600, Chœur de Paris-Sorbonne, Ensemble d'instruments anciens Ars Europea, dir. Jacques Grimbert, Unidisc, 1979, UD 30.1423
- Canto General, cantate de Mikis Theodorakis sur un poème de Pablo Neruda, création des quatre premiers chants à Paris avec Maria Farandouri, Petros Pandis, Les Percussions de Strasbourg, le Chœur national Jacques Grimbert, dir. Mikis Theodorakis, EMI Columbia, 1974, C 066-13006
- Cantata para un hombre libre de Cuimbaé, création, Los Calchakis, Chœur de Paris-Sorbonne, dir. Jacques Grimbert, ARION, 1982, ARN 34680
- Musique pour les instruments anciens, œuvres des XVe et XVIe siècles, Aucassin et Nicolette de Gérard Massias, Le Florilegium musicum de Paris, La Grande écurie et la chambre du roy, collectif, CBS, S61238
- Musique pour le camp du drap d'or, musique vocale et instrumentale du XVIe siècle, Le Florilegium musicum de Paris CBS 75977
- Messe brève, Alleluia, Veni creator, Claude Langevin, créations, Chœur national, Ensemble Musica viva, instrumentistes de l'Orchestre de Paris, dir. Jacques Grimbert, enregistrement public André Charlin, Saint Louis des Invalides, 1975, 81.039

## Décorations
- Chevalier de la Légion d'honneur (2009)[6]
- Chevalier de l'Ordre national du mérite (1990)
- Chevalier de l'Ordre des Palmes académiques (1994)
- Commandeur de l'ordre des Arts et des Lettres au titre de « chef de chœur, compositeur » (2003)[7]